# 王德茂
王德茂（1907年—1983年7月24日），山西祁县人。中华人民共和国大法官。
早年参加革命运动，屡次被捕入狱。七七事变后，任山西决死队2纵队教导员，八路军晋绥军区8分区政治部副主任。1947年，任晋绥军区军官团政治部主任，晋绥军区敌工部长、吕梁军区组织部长。1949年，随军南下四川，参加了大西南的战役。中华人民共和国成立后，历任川西行署民政厅副厅长，西南军政委员会民政部副部长、西南政法委员会秘书长、最高人民法院西南分院院长、最高人民法院副院长。1983年7月24日，在北京逝世。